# Universitatea Politehnica din Gdańsk
Universitatea Politehnica din Gdańsk este o instituție de învățământ superior de stat din Gdańsk, Polonia.

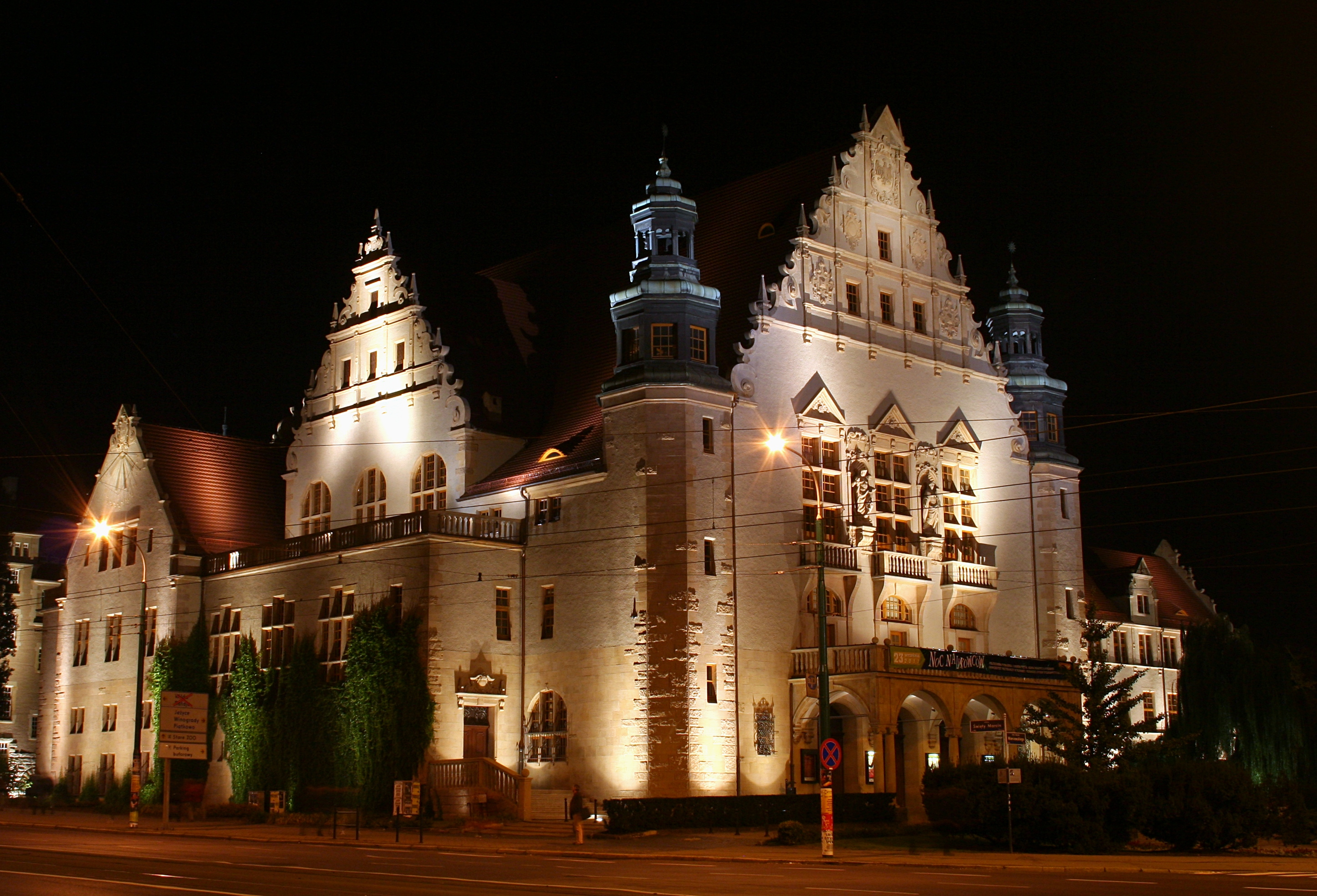
Aula Universității și Collegium Minus

## Rectori
Pînă în 1945
- 1904–1907 – prof. Hans von Mangoldt
- 1907–1909 – prof. Reinhold Krohn
- 1909–1912 – prof. Adalbert Matthaei
- 1912–1913 – prof. August Wagener
- 1913–1915 – prof. Alfred Wohl
- 1915–1917 – prof. Hans Lorenz
- 1917–1919 – prof. Fryderyk Schilling
- 1919–1923 – prof. Otto Schulze
- 1923–1924 – prof. Gerhard de Jonge
- 1924–1925 – prof. Julius Sommer
- 1925–1926 – prof. John Jahn
- 1926–1927 – prof. Otto Kloeppel
- 1927–1928 – prof. Gerhard Schulze-Pillot
- 1928–1929 – prof. Hermann Stremme
- 1929–1930 – prof. Eberhard Buchwald
- 1930–1931 – prof. Otto Lienau
- 1931–1932 – prof. Fritz Krischen
- 1932–1934 – prof. Otto Heuser
- 1934–1941 – prof. Ernst Pohlhausen
- 1941–1945 – prof. Egon Martyrer

Din 1945
- 1945–1946 – prof. Stanisław Łukasiewicz
- 1946–1949 – prof. Stanisław Turski
- 1949–1951 – prof. Paweł Szulkin
- 1951–1954 – prof. Robert Szewalski
- 1954–1956 – prof. Stanisław Hückel
- 1956–1960 – prof. Wacław Balcerski
- 1954 și 1960–1966 – prof. Kazimierz Kopecki
- 1966–1968 – prof. Władysław Bogucki
- 1968–1970 – prof. Stanisław Rydlewski
- 1970–1975 – prof. Janusz Staliński
- 1975–1978 – prof. Tomasz Biernacki
- 1978–1981 – prof. Marian Cichy
- 1981–1984 – prof. Jerzy Doerffer
- 1984–1987 – prof. Eugeniusz Dembicki
- 1987–1990 – prof. Bolesław Mazurkiewicz
- 1990–1996 – prof. Edmund Wittbrodt
- 1996–2002 – prof. Aleksander Kołodziejczyk

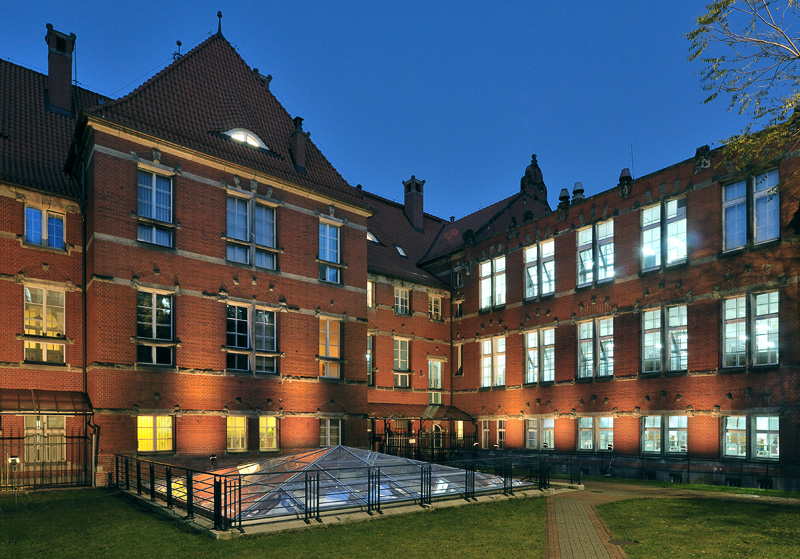
Blocul B Facultatea de Electronică, Telecomunicații și Informatică

- 2002–2008 – prof. Janusz Rachoń
- 2008–2016 – prof. Henryk Krawczyk
- 2016–2020 – prof. Jacek Namieśnik

## Facultăți
- Facultatea de Arhitectură
- Facultatea de Chimie
- Facultatea de Electronică, Telecomunicații și Informatică
- Facultatea de Eletrotehnică și Automatică
- Facultatea de Fizică Tehnică și Matematici Aplicate
- Facultatea de Ingenirie Civilă și Ingineria Mediului
- Facultatea de Mecanică
- Facultatea de Inginerie Marină și Navală
- Facultatea de Management și Economie

## Doctori Honoris Causa ai Universității
- prof. Maksymilian Tytus Huber – 1950
- prof. Zygmunt Ciechanowski – 1957
- prof. Witold Minkiewicz – 1960

- prof. Aleksander Rylke – 1965
- prof. Ewgenij W. Towstych – 1965
- prof. Julien Kravtchenko – 1970
- prof. Marian Osiński – 1970
- prof. Witold Nowacki – 1971
- prof. Janusz Groszkowski – 1975
- prof. Kazimierz Kopecki – 1975

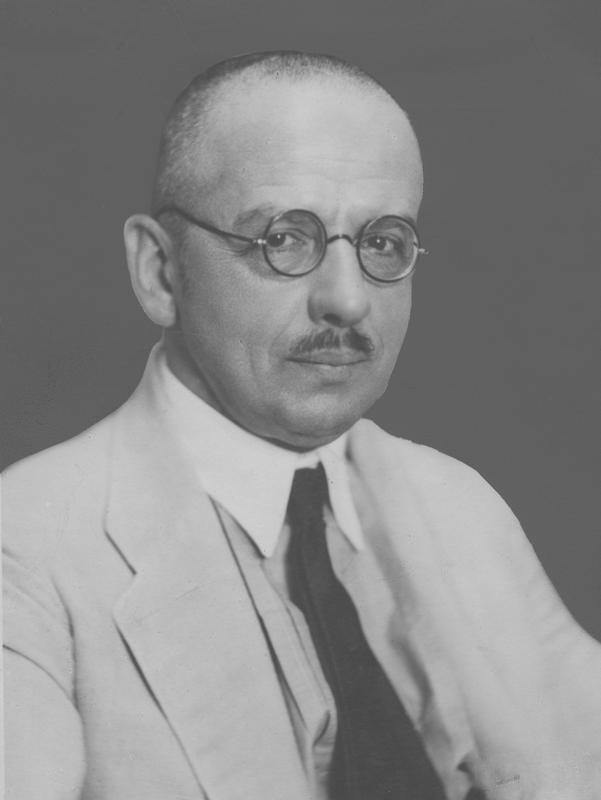
Maksymilian Tytus Huber

- prof. Aleksander W. Wawiłow – 1975
- prof. Michaił G. Wronkow – 1975
- prof. Robert Szewalski – 1978
- prof. Stanisław Turski – 1980
- prof. Ignacy Adamczewski – 1985
- prof. John Bernard Caldwell – 1985
- prof. Paul Hagenmuller – 1985
- prof. Igor Kisiel – 1985
- prof. Franciszek Otto – 1985
- prof. Jerzy Doerffer – 1988
- prof. Martin Grassnick – 1989
- prof. Dymitr Rostowcew – 1989
- prof. Dieter Mlynski – 1991
- prof. Witold Urbanowicz – 1991
- prof. Damazy Tilgner – 1992
- prof. Douglas Faulkner – 1993
- prof. Adolf Butenandt – 1994
- prof. Gerd Gudehus – 1995
- prof. Fumio Nishino – 1996
- prof. Władysław Findeisen – 1997
- prof. Zbigniew Jedliński – 2001
- prof. Wacław Szybalski – 2001
- prof. Ignacy Malecki – 2002
- prof. Lech Kobyliński – 2004
- prof. Leon Kieres – 2004
- prof. Bolesław Mazurkiewicz – 2008
- prof. Michał Białko – 2008
- prof. Jan Węglarz – 2008
- prof. Jan Miller – 2010
- prof. Robert J. Cava – 2014

## Galerie

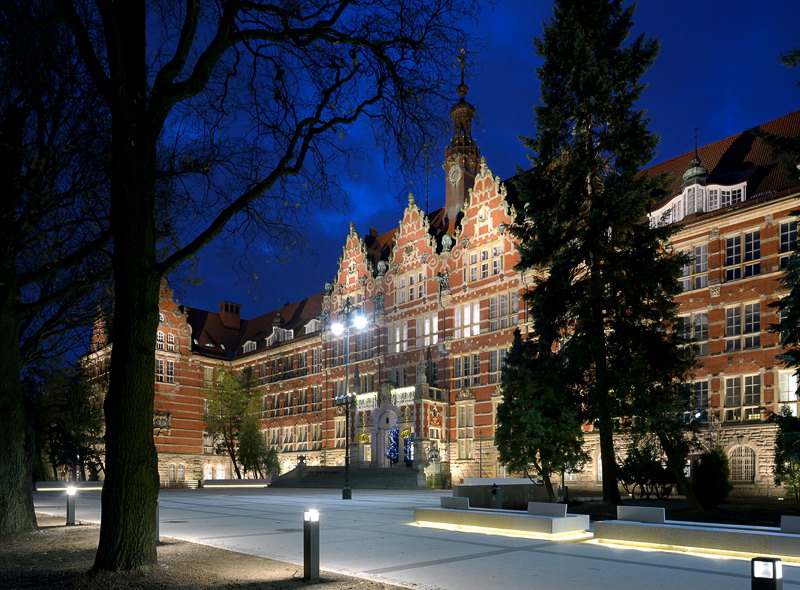
Gmach, Politehnica din Gdańsk
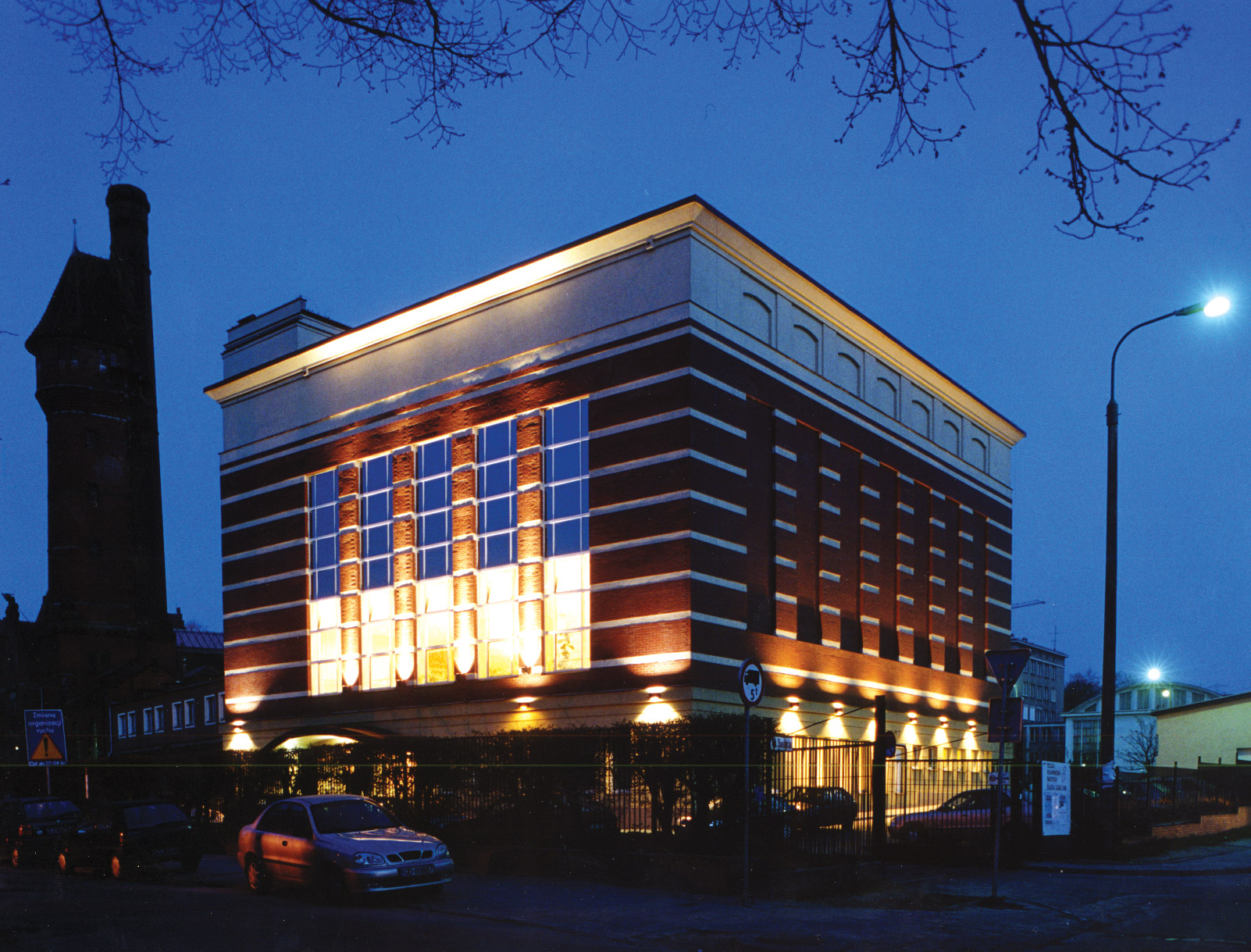
Auditorium Novum
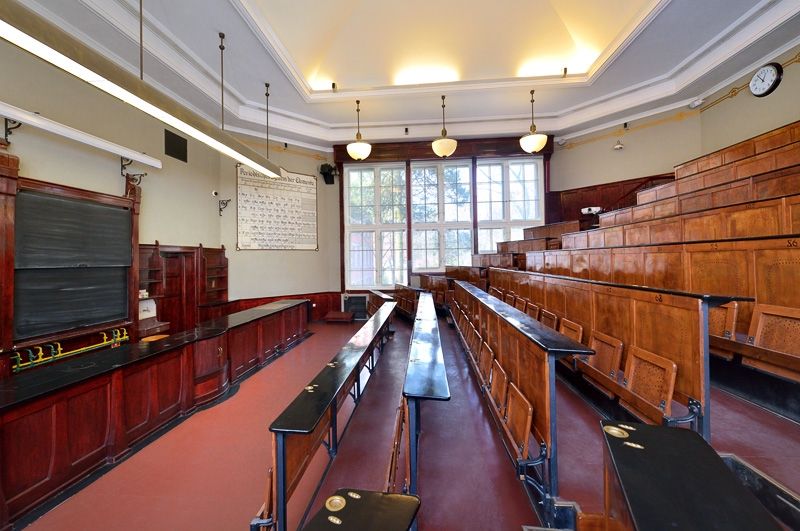
Auditorium chimic, proiectat în 1904
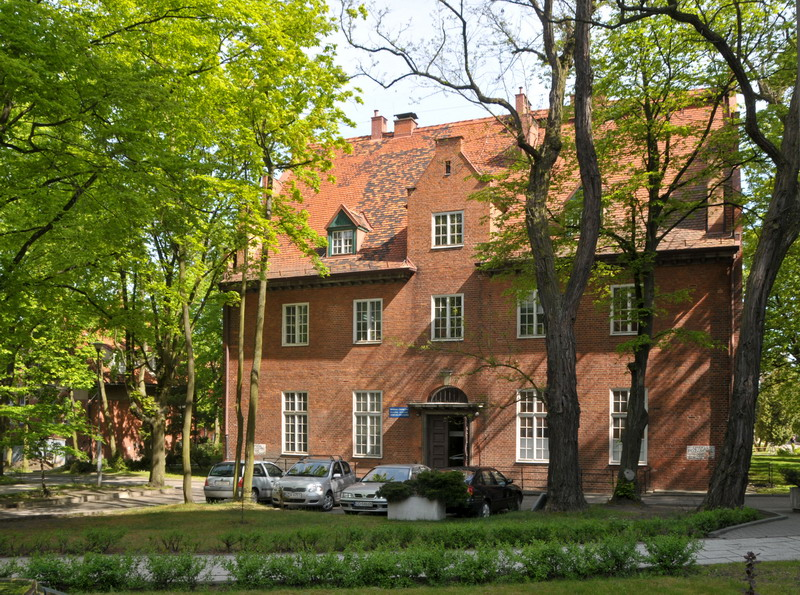
Blocul Facultății de Chimie
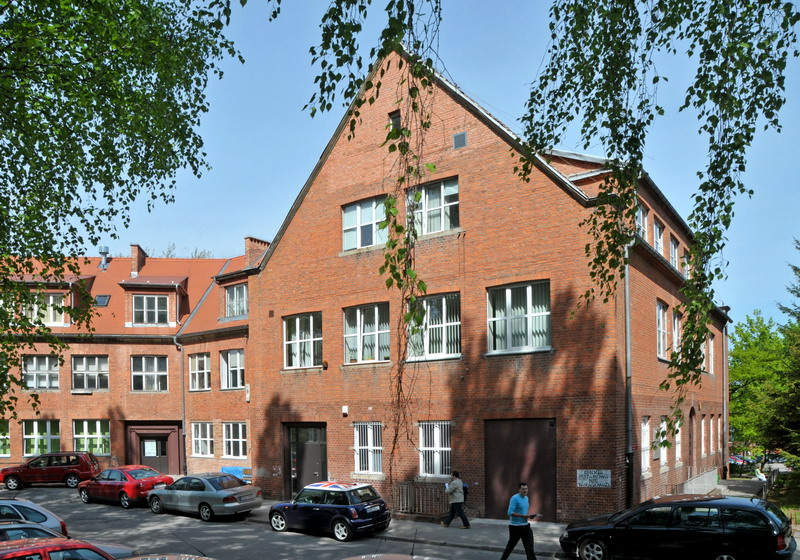
Blocul Facultății de Arhitectură
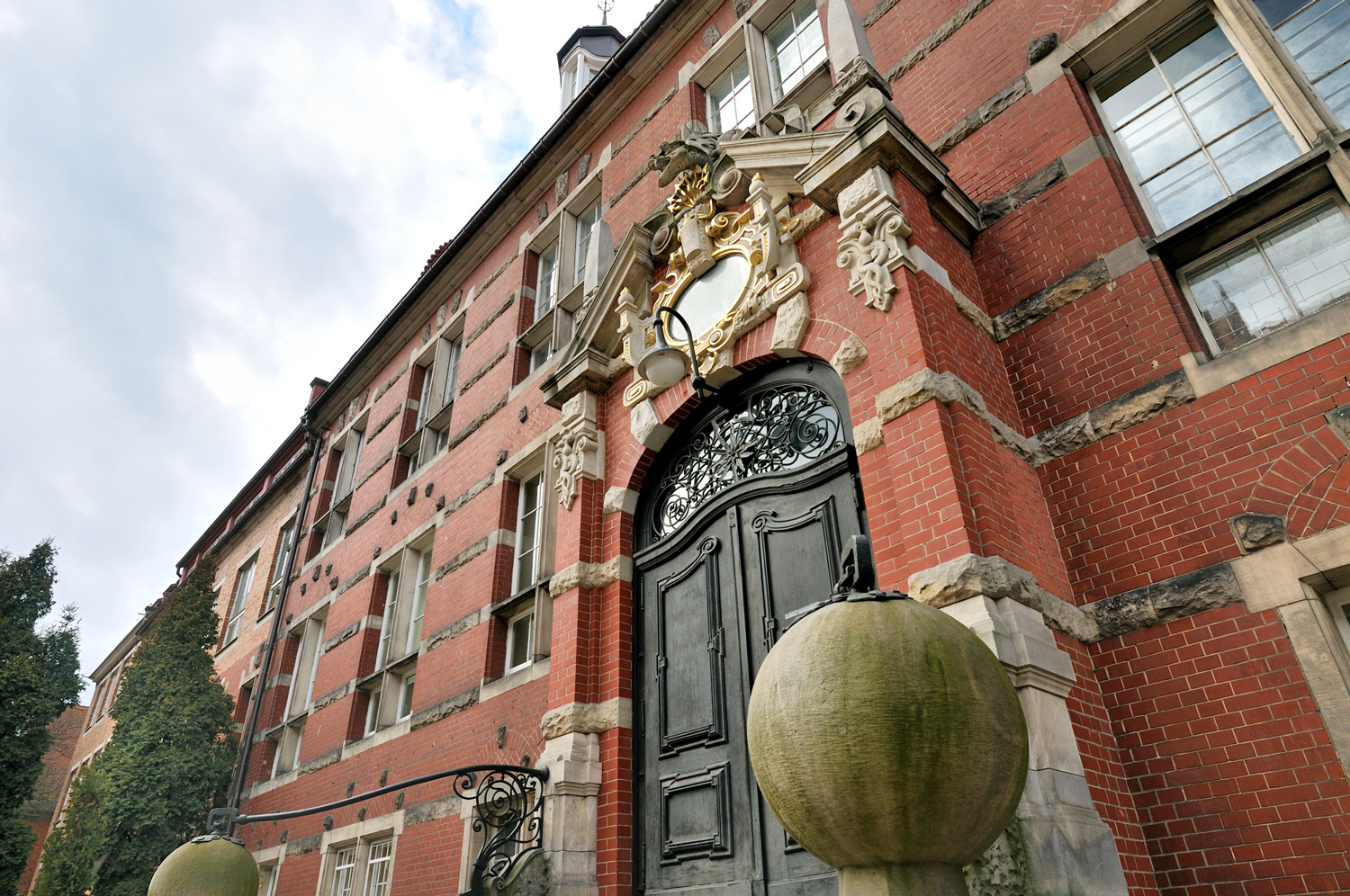
Blocul Facultății de Mecanică
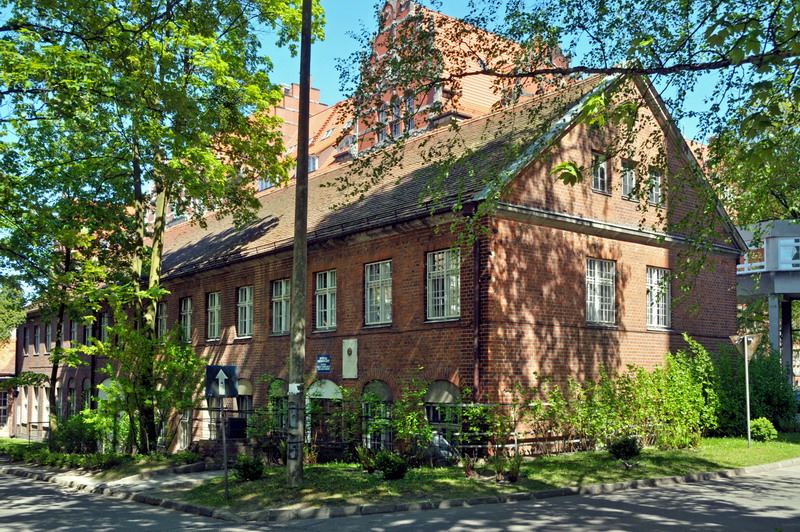
Blocul Facultății de Hidromecanică
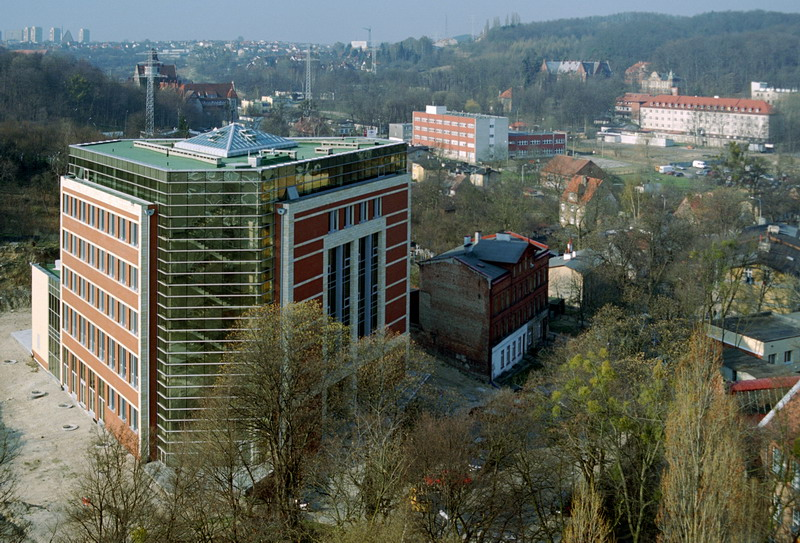
Blocul Facultății de Management și Economie
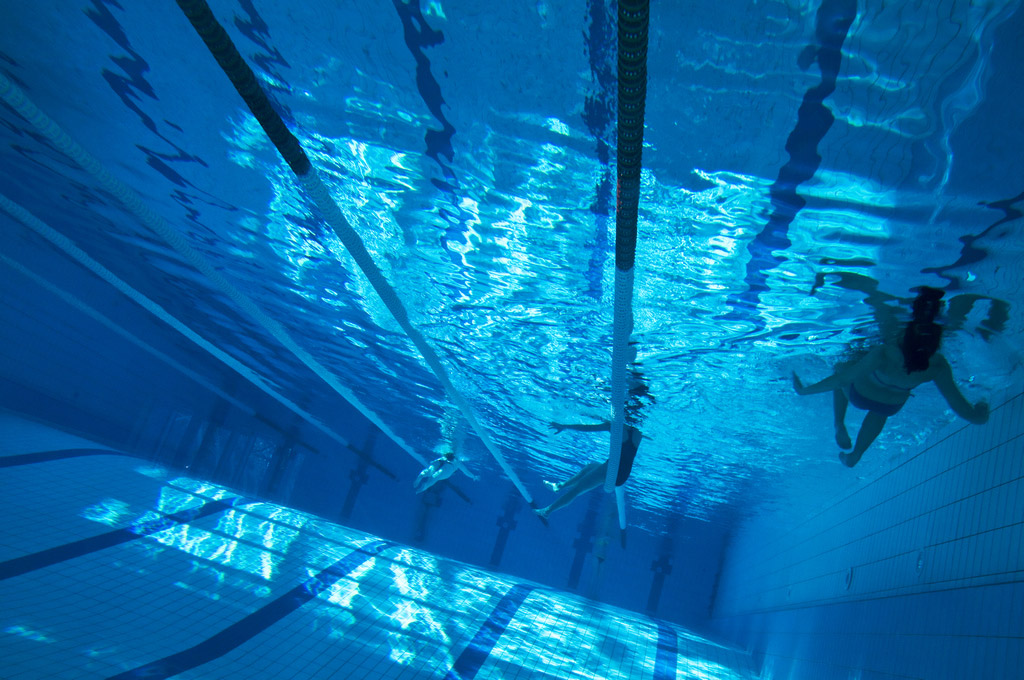
Piscina Universităţii
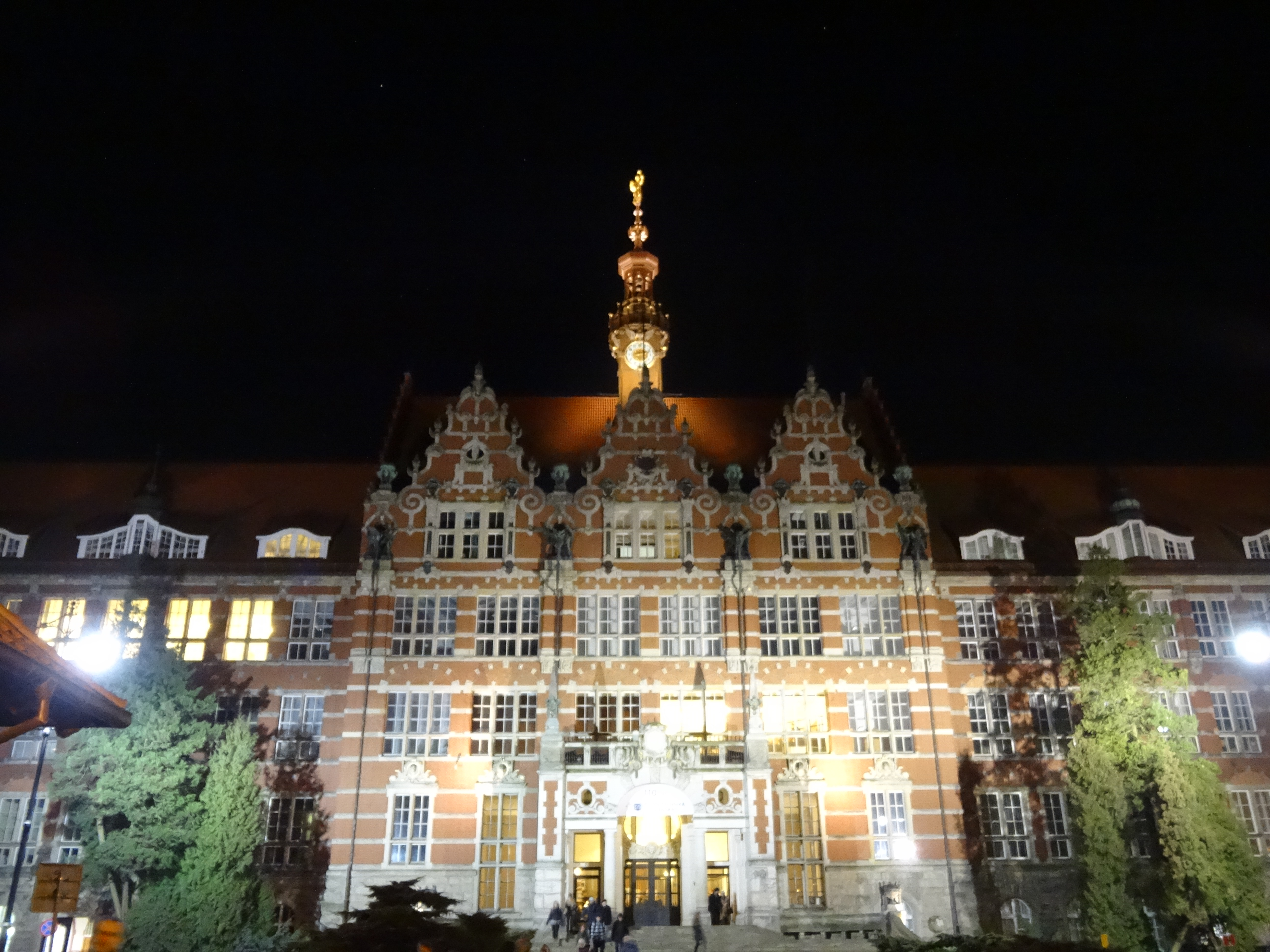
Gmach în noapte